# João Paulo Gomes Monteiro
João Paulo Gomes Monteiro (Porto, 1938 - Lisboa, 17 de abril de 2016) foi um professor universitário e filósofo português. Lecionou na Universidade de São Paulo e na Universidade de Lisboa. Filho de Alice Gomes (1910-1983) e do poeta, crítico literário e novelista português Adolfo Casais Monteiro (1908-1974).

## Carreira
Dado o exílio da família no Brasil em 1954, João Paulo Monteiro teve sua formação acadêmica no Brasil. Fez seu mestrado em filosofia na Universidade de São Paulo em 1967 sob a orientação do professor Bento Prado de Almeida Ferraz Júnior com uma dissertação intitulada: David Hume: Ensaios políticos. Tradução, introdução e notas (trabalho resgatado e publicado de forma integral em 2021 pelas Edições 70). Doutorou-se pela Universidade de São Paulo em 1973, tendo defendido a tese Teoria, Retórica, Ideologia: ensaio sobre a filosofia política de Hume, publicada em 1975. Em 1975 defendeu sua tese de Livre-docência, intitulada "Natureza, Conhecimento e Moral na Filosofia de Hume". Faleceu no dia 17 de abril de 2016. Contribuiu para a difusão e interesse em torno da filosofia e obra de David Hume em língua portuguesa, Foi membro fundador da Hume Society. Traduziu algumas obras de Hume e escreveu vários artigos e estudos sobre sua filosofia. Sua contribuição para os estudos da filosofia de Hume tem sido reconhecida por vários outros intérpretes do pensamento de Hume. No Brasil, a revista acadêmica Prometheus dedicou o número 23 em sua homenagem.
João Paulo Monteiro também presidiu o Instituto Camões, sediado em Lisboa, tendo tomado posse no cargo em janeiro de 1996, tendo permanecido na presidência até 1998.

## Obra

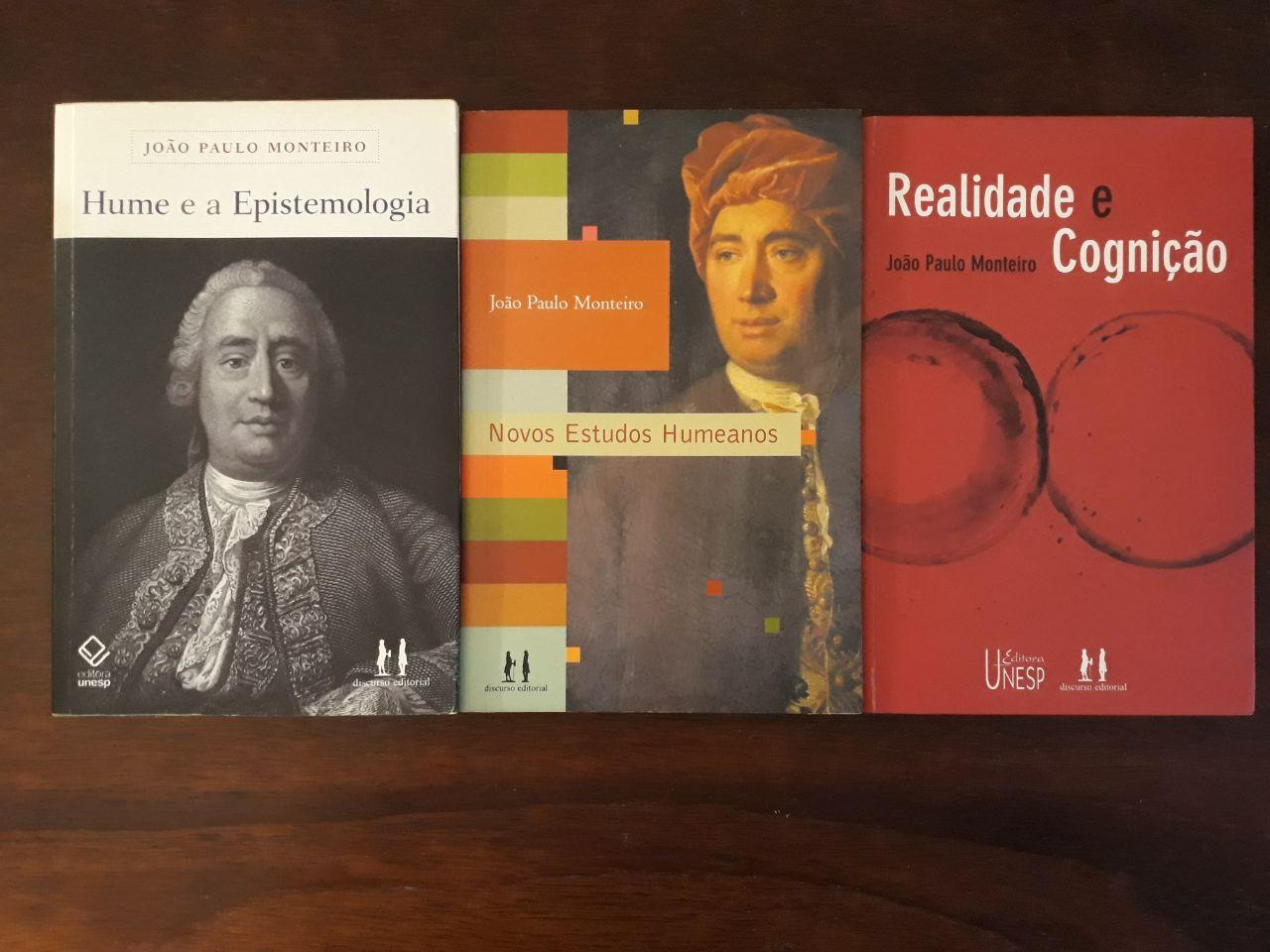
Livros de João Paulo Monteiro editados pela Discurso.

### Livros sobreHume
- 1975 - Teoria, Retórica, Ideologia: Ensaio sobre a Filosofia Política de Hume.  São Paulo: Editora Ática (1975).
- 1984 - Hume e a Epistemologia, Lisboa: Imprensa Nacional Casa da Moeda, (1984); reedição pela  Editora da UNESP/Discurso Editorial, 2009.[16][17]
- 2003 - Novos Estudos Humeanos, São Paulo: Editora da UNESP/Discurso Editorial, (2003).[18]

João Paulo Monteiro também presidiu o Instituto Camões, sediado em Lisboa, tendo tomado posse no cargo em janeiro de 1996. </ref>

### Livro de filosofia própria
- 2006 - Realidade e Cognição, Lisboa: Imprensa Nacional/Casa da Moeda, 2004;[19] publicação no Brasil pela Editora da UNESP/Discurso Editorial, (2006) [20]

### Traduções

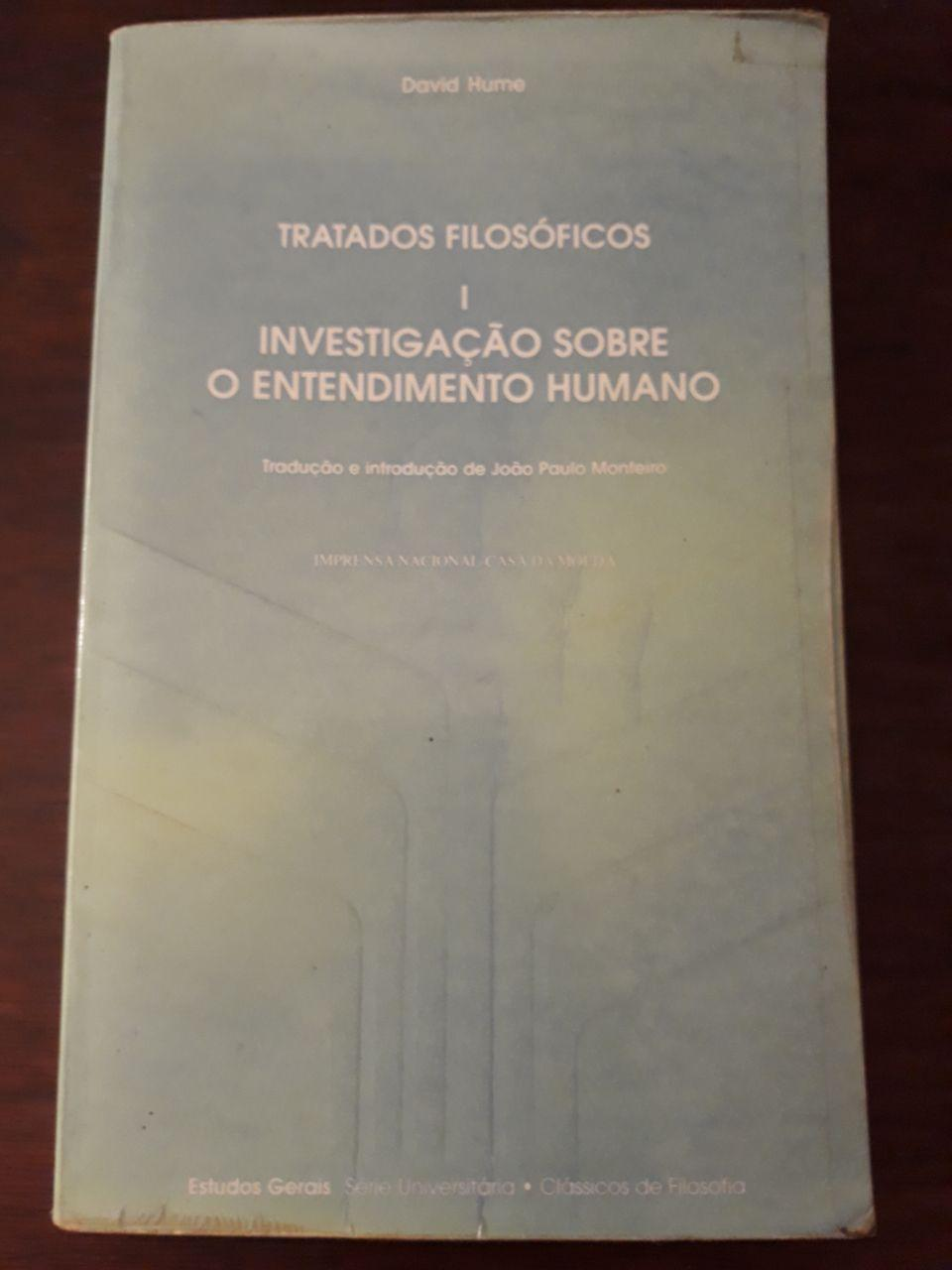
Capa da tradução da Investigação sobre o entendimento Humano.

- 1960 – H. B. Van Wesep, Estória da filosofia americana. Rio de Janeiro: Fundo de Cultura.
- 1961 - Marcel Brion, Schumann e a alma romântica.  (Schumann et L’âme Romantique).  Lisboa: Aster.
- 1962 - Nikolaus Pevsner, Os pioneiros do desenho moderno: de William Morris a Walter Gropius (Pioneers of modern design). Lisboa : Pelicano/Ulisseia,  1962.
- 1968 - Bertrand Russell, A Filosofia de Leibniz (uma exposição crítica). (A Critical Exposition of the Philosophy of Leibniz).  Companhia Editora Nacional, 1968. [tradução em parceria com João Eduardo Rodrigues Villalobos e Hélio Leite de Barros].
- 1973 - Andrea Bonomi, Fenomenologia e estruturalismo. Tradução conjunta com Patrícia Piozzi e Mauro Almeida Alves. São Paulo: Editora Perspectiva.
- 1973 - David Hume, Ensaios morais, políticos e literários. São Paulo, Abril Cultural, 1973; reimpresso por Imprensa Nacional/Casa da Moeda: Lisboa, 2002.[21]
- 1978 - Thomas Hobbes, Leviatã ou Matéria, forma e poder de um estado. São Paulo: Nova Cultural. Coleção Os Pensadores, (1978)./ 4ª Ed. Lisboa: Imprensa Nacional/Casa da Moeda, 2010[22] / São Paulo: Martins Fontes, 2014. (Tradução realizada juntamente com Maria Beatriz Nizza da Silva.)
- 1979 - Antony Flew, Pensar Direito (Ou, Será que Eu Quero Sinceramente Estar Certo?). São Paulo: Cultrix, Editora da Usp.
- 1980 - Johan Huizinga, Homo Ludens: o jogo como elemento da cultura. São Paulo: Perspectiva, (1980).[23]
- 2002 - David Hume, Tratados filosóficos I: Investigação sobre o entendimento humano, Lisboa: Imprensa Nacional - Casa da Moeda, 2002[24]
- 2002 - David Hume, Tratados filosóficos II. Dissertação sobre as Paixões e Investigação sobre os princípios da moral. Lisboa: Imprensa Nacional Casa da Moeda,(2002).[25]
- 2021 - David Hume. Ensaios Políticos. Tradução, introdução e notas. Organizadores: Jaimir Conte e Marília Côrtes de Ferraz. São Paulo: Edições 70.

### Artigos e outros textos
- 1972 - Tendência e realidade em Hume e Freud. Discurso, v. 3.[26]
- 1973 - Discurso Teórico e Discurso Retórico. Discurso, v. 4.[27]
- 1976 - Hume: a ciência do homem. O Estado de S. Paulo, 17 out. 1976. Suplemento Cultural, p. 6, ano  1, n. 1.
- 1976 - La distinción marxista entre ciencia e ideología (ideología e ideologismo). Dianoia, nº. 22.[28]
- 1976 - A evolução da ciência, O Estado de S. Paulo, Suplemento Cultural, 7 de novembro, p. 13.[29]
- 1976 - A prova da verdade, O Estado de S. Paulo, Suplemento Cultural de 26 de dezembro.
- 1977 - Trajetória de um filósofo, O Estado de S. Paulo, Suplemento Cultural de 24 de julho, p. 4.[30]
- 1978 - Indução e Hipótese na  Filosofia de Hume, Manuscrito,  v. 1.
- 1978 - Liberdade e legitimidade, O Estado de S. Paulo, Suplemento Cultural de 6 de Agosto.
- 1979 - Filosofia e censura no século XVIII: o caso Hume. Discurso, v. 11.[31]
- 1979 - Ciência e Crítica da Ciência: Ciências Básicas e Aplicadas. Academia de Ciência do Estado de São Paulo.
- 1979 - O Ensino da Filosofia no Segundo Grau: A Filosofia e o Ensino da Filosofia”. São Paulo: Convívio.
- 1979 - Conjecturas Naturais. Manuscrito, v. 3.
- 1979 - Hume, Induction, and Natural Selection. In: D.F. Norton. (Org.).  McGill Hume Studies. San Diego: Austin Hill Press.[32]
- 1979 - Hume e a gravidade newtoniana. Ciência e Filosofia,  v. 1.
- 1980 - Democracia Hobbesiana e autoritarismo Rousseauniano, Manuscrito  v. 3, nº. 2.[33]
- 1981 - Hume's Conception of Science. Journal of the History of Philosophy, Volume 19, Number 3.[34]
- 1982 - Sobre a Ética da punição, Revista Brasileira de Filosofia, volume XXXII, fasc. 127, Julho-agosto-setembro de 1982, pp. 297-308.
- 1983 - Kant leitor de Hume, ou o "bastardo da imaginação", Discurso,  v. 14.[35]
- 1984 - Ideologia e Economia em Hobbes. Filosofia Política,  Porto Alegre: L&PM.
- 1984 - Natural Conjectures. In: D. Reidel. (Org.). Philosophical Analysis in Latin America: Dordrecht.[36] * 1985 - Ideologia e economia em Hobbes. In: João Quartim de Moraes. (Org.). Filosofia Política. 1ª ed. Campinas: UNICAMP, v. 1. * 1985 - Parsimonia y Teleología. In: Enrique Villanueva. (Org.). Primer Simposio Internacional de  Filosofía. México: Universidad Nacional Autónoma, v. 2. * 1985 - Conjeturas Naturales. In: Gracia, Jorge J. E. (Org.). El Análisis Filosofico en America Latina. México:  Fondo de Cultura Economica.[37] * 1985 - Réplica a: la significatividad de la epistemología naturalizada. Primer Simposio Internacional de Filosofía / coord. por Enrique Villanueva, Vol. 1.[38]
- 1987 - Hume on singular experiences. Manuscrito 20 (2).
- 1989 - Da Ideologia ao Ideologismo. In: Dascal, Marcelo. (Org.). Conhecimento, Linguagem, Ideologia. São Paulo: Perspectiva.[39]
- 1992 - Impregnacionismo. In: Enrique Villanueva. (Org.). Quinto Simpósio Internacional de Filosofía.  México: Universidad Nacional Autônoma.[40]
- 1993 - Perspectivismo  Mitigado. Revista Philosophica, Lisboa,  n. 2.
- 1994 - Realismo y aprehensibilidad. Dianoia, n. 40.[41]
- 1994 - Indução, Acaso e Racionalidade. Manuscrito, v.17, n.1.[42]
- 1994 - Realismo e Apreensibilidade. Ciencia e Filosofia , v. 5.
- 1994 - Hume e a Experiência  Singular. Discurso. v. 23.[43]
- 1995 - Hume's Conception of Science. In: Tweyman, Stanley. (ed.). David Hume: Critical assessments. Londres: Routledge, vol. 6.[44]
- 1995 - Strawson e a Causação  Visível. In: Maria Cecilia M. De Carvalho. (Org.). A Filosofia Analítica no Brasil. Campinas: Papirus.[45]
- 1997 - Dutra,  Hume e Goodman. Principia: an international journal of  epistemology,  v. 1, n. 2.
- 1998 - Liberalismo Político e Crítica da Ideologia. In: Edições Colibri. (Org.). Ética e o Futuro da Democracia. Lisboa.
- 1998 - Hume e a Trivial Diferença.  In: Centro de Filosofia da Universidade de Lisboa. (Org.). O que os Filósofos pensam sobre as Mulheres. Lisboa: Centro de Filosofia da Universidade de Lisboa.
- 1999 - Hume's principle. Principia: an international journal of epistemology .  v. 3, n. 2.
- 1999 - “Hume, Induction and Single Experiments”.  Revista Grazer Philosophische Studien, Graz, v. 56.   Volume     56.[46]
- 2000 - Cérebro, emoção e consciência. Folha de S.Paulo.  São Paulo, p. 1-2, 09 set.
- 2000 - Associação e crença causal em David Hume. Manuscrito,  v. 23, n. 1.[47]
- 2001 - Filosofia da pós-modernidade reside na confusão. O Estado de S. Paulo, Caderno 2, p.D8, 12  ago.[48]
- 2001 - Russell and Humean Inferences. Principia: an international journal of epistemology,  v. 5, n. 1-2.[49]
- 2001 - O Princípio de Hume. In: Edições Colibri. (Org.). Poiética  do Mundo. Lisboa.
- 2001 - Hume e a Trivial Diferença.  Discurso, n. 32.[50]
- 2002 - Introdução. In David Hume, Tratados filosóficos: Investigação sobre o entendimento humano, Lisboa : Imprensa Nacional/Casa da Moeda.[51]
- 2002 - Prefácio. In: David Hume, Tratado da natureza humana. trad. Serafim da Silva Fontes ; Prefácio e  revisão técnica da tradução: João Paulo Monteiro. Lisboa : Fundação Calouste Gulbenkian.[52]
- 2003 - Corpo e Consciência. In: Centro de Filosofia da Universidade de Lisboa. (Org.). A Mente, a  religião e a Ciência. Lisboa: Centro de Filosofia da Universidade de Lisboa.
- 2003 - Indução: Respostas Darwinianas. In: Centro de Estudos e Epistemologia. (Org.). O Filósofo e sua História. Campinas, v. 36.[53]
- 2004 - Corpo e consciência. Discurso, v. 33.[54]
- 2004 - A ideologia do Leviatã Hobbesiano. In: Clássicos do pensamento político. Célia Galvão Quirino, Claudio Vouga e Gildo Brandão (Orgs.). 2a ed. São Paulo: Editora da Universidade de São Paulo.
- 2005 - Solipsismo e conjecturalidade. Discurso, v. 35.[55]
- 2005 - Introdução. In: David Hume. Obras sobre a religião, de David Hume. Tradução de Pedro Galvão e Francisco Marreiros. Introdução e Revisão Técnica de João Paulo Monteiro. Lisboa: Fundação Calouste Gulbenkian.[56]
- 2005 - Hume: Three Major Problems. In: Lívia Guimarães. (Org.). Ensaios sobre Hume. Belo Horizonte: Segrac.
- 2007 - Mundo e causação. Principia: an international journal of epistemology, v. 11, n. 1.[57]
- 2012 - Sobre a interpretação da epistemologia de Hume. Kriterion, v. 124.[58]
- 2015 - Strawson e a Causação Visível. In: Jaimir Conte & Itamar Luís Gelain (Org.) Ensaios sobre a filosofia de Strawson, com a  tradução de Liberdade e ressentimento & Moralidade social e ideal     individual. Florianópolis: Editora da UFSC, 2015.[59]
- 2016 - Hume: a ciência do homem. Discurso, v. 46, n. 1.[60]